# Drísz Bámúsz
Drísz Bámúsz (arabul: إدريس باموس); (Berrechid, 1942. december 15. – Rabat, 2015. április 16.) marokkói válogatott labdarúgó.

## Pályafutása

### Klubcsapatban
1960 és 1975 között a FAR Rabat játékosa volt.

### A válogatottban
1963 és 1971 között 43 alkalommal szerepelt a marokkói válogatottban és 9 gólt szerzett. Részt vett az 1964. évi nyári olimpiai játékokon és az 1970-es világbajnokságon.

## Sikerei
FAR Rabat
- Marokkói bajnok (6): 1960–61, 1961–62, 1962–63, 1963–64, 1966–67, 1967–68, 1969–70

## Külső hivatkozások
- Drísz Bámúsz – a FIFA adatbázisában
- Drísz Bámúsz adatlapja a National-Football-Teams.com oldalon (angolul)

- Drísz Bámúsz adatlapja a worldfootball.net oldalon (angolul)
- Drísz Bámúsz. FootballDatabase.eu
- Drísz Bámúsz profilja az Olympedia oldalán (angolul)